# Клавже
Клавже (на словенски: Klavže) е село в Словения, регион Горишка, община Толмин. Според Националната статистическа служба на Република Словения през 2015 г. селото има 81 жители.